# Kent Championships 1977
Il Kent Championships 1977 è stato un torneo di tennis giocato sull'erba. È stata la 4ª edizione del torneo, che fa parte dei Tornei di tennis femminili indipendenti nel 1977. Si è giocato a Beckenham in Gran Bretagna, dal 7 al 13 giugno 1977.

## Campionesse

### Singolare
Ol'ga Morozova ha battuto in finale  Marise Kruger con il punteggio di 7–5, 2–6, 6–3

### Doppio
Brigette Cuypers /  Annette Van Zyl hanno battuto in finale  Nataša Čmyreva /  Ol'ga Morozova 9–7, 6–4